# Frieda Koenen
Frieda Koenen geb. Frieda Bockentien (* 18. April 1890 in Flensburg; † 17. November 1968 in Berlin) war eine deutsche Politikerin der Sozialistischen Einheitspartei Deutschlands (SED) in der Deutschen Demokratischen Republik (DDR). Sie war Abgeordnete des Landtags Sachsen-Anhalt und der Provisorischen Volkskammer.

## Leben
Frieda Koenen erlernte den Beruf einer Schneiderin und trat 1913 in die Sozialdemokratische Partei Deutschlands (SPD) ein. 1917 trat sie zur Unabhängigen Sozialdemokratischen Partei Deutschlands (USPD) über und wurde während der Novemberrevolution 1918 in Merseburg in einen Arbeiter- und Soldatenrat gewählt.
1920 wurde sie Mitglied der Kommunistischen Partei Deutschlands (KPD), in der sie leitende Funktionen übernahm. Koenen engagierte sich in der Roten Hilfe Deutschlands (RHD), in verschiedenen Konsumgenossenschaften und war Stadtverordnete in Merseburg. Nach der Machtübernahme der Nationalsozialisten und dem Verbot kommunistischer Betätigung ging sie im Sommer 1933 mit ihrer Familie in die Emigration in die Sowjetunion. Hier begann sie zu studieren und wurde in Kuschnarenkowo Dozentin an der Hochschule der Kommunistischen Internationale. Ab 1943 arbeitete Koenen im Nationalkomitee Freies Deutschland (NKFD) als Lehrerin der Antifa-Schule für deutsche Kriegsgefangene in Talizi.
Nach dem Ende des Zweiten Weltkriegs kehrte Koenen im November 1945 nach Deutschland zurück und beteiligte sich an der Bildung von antifaschistischen Frauenausschüssen in der Provinz Sachsen. Nach der Ermordung von Martha Brautzsch wurde sie im März 1946 deren Nachfolgerin als Mitglied der KPD-Bezirksleitung Halle-Merseburg. Im April 1946 wurde sie, nunmehr SED-Mitglied, Leiterin der Abteilung Frauen des SED-Provinzialvorstandes Sachsen und im selben Jahr Abgeordnete des Landtags Sachsen-Anhalt. Außerdem war sie Gastlektorin an der Provinzparteischule im Schloss Wettin. 1947 war sie als Mitglied des Vorbereitenden Komitees Mitbegründerin des Demokratischen Frauenbunds Deutschlands (DFD).

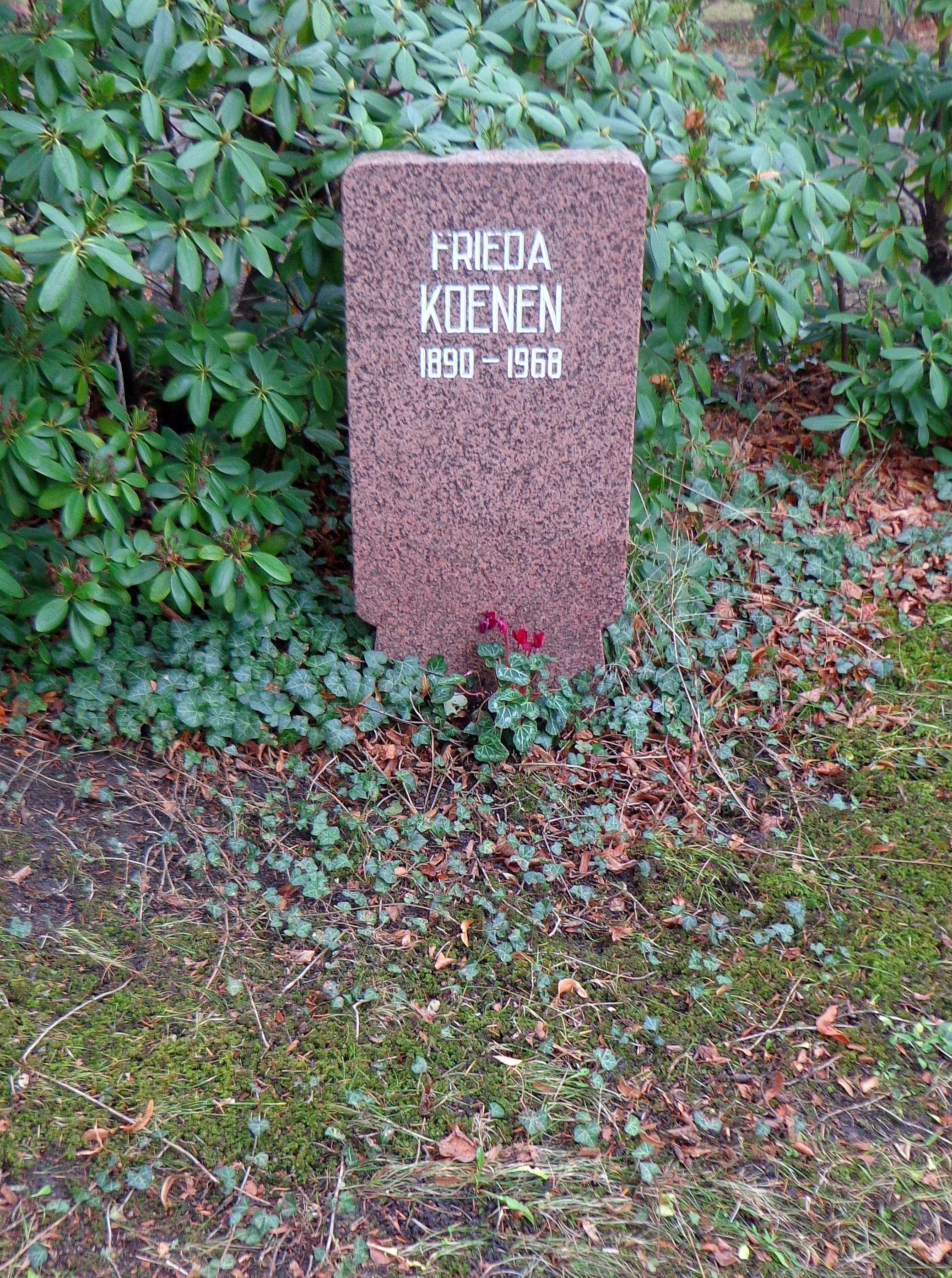
Grabstätte

Im März 1948 wurde sie Mitglied des Deutschen Volksrats, der sich nach Gründung der DDR 1949 als Provisorische Volkskammer konstituierte. Von November 1949 bis 1950 gehörte sie der Provisorischen Volkskammer an und war Mitglied des Haushalts- und Finanzausschusses. Zuletzt war sie Vorsitzende der Frauenkommission der SED-Bezirksleitung Halle.
Frieda Koenen war verheiratet mit Bernard Koenen und war die Schwägerin von Wilhelm Koenen, die ebenfalls hohe politische Funktionen in der DDR ausübten. Koenens Söhne Viktor Koenen und Alfred Koenen, der später Offizier der Nationalen Volksarmee (NVA) und Diplomat der DDR war, kämpften im Zweiten Weltkrieg in der sowjetischen Roten Armee. 
Frieda Koenens Urne wurde in der Gräberanlage Pergolenweg des Berliner Zentralfriedhofs Friedrichsfelde beigesetzt.

## Auszeichnungen
- 1955 Clara-Zetkin-Medaille (DDR)
- 1960 Vaterländischer Verdienstorden in Gold (DDR)[6]
- 1965 Banner der Arbeit (DDR)